# Palazzo Archinto (Milano, via Olmetto)
Palazzo Archinto è un palazzo storico di Milano, situato in via Olmetto n. 6.

## Storia e descrizione
Il palazzo, risalente al XVI secolo e di proprietà prima della famiglia Dal Conte e poi dei Visconti, venne acquistato e ristrutturato nel XVII secolo su progetto di Francesco Maria Richini su commissione di Filippo Archinto, I marchese di Parona, ed abitato dalla sua famiglia a partire dal 1671 e sino al 1825, venne infine venduto da Giuseppe Archinto, VI marchese di Parona a favore della costruzione del suo nuovo palazzo di via Passione.
Carlo Archinto (1734-1804), non avendo avuto eredi, lasciò il palazzo al figlio di suo cugino Giuseppe Archinto, VI marchese di Parona (1783-1861), il quale lo vendette a Giuseppe Tirelli, che, a sua volta, nel 1827 smembrò il complesso cedendo ad altri una porzione del complesso corrispondente alla struttura nell'attuale via Piatti, n.6. Tra il 1805 e il 1839 venne realizzata una torretta di stile neogotico in mattoni, affacciata sul giardino, contraddistinta da archi ogivali e merlature. Nel 1853 l'edificio fu acquistato dall'Amministrazione dei Luoghi Pii Elemosinieri (oggi ASP Golgi-Redaelli) che lo destinò a sede dei propri uffici.
L'edificio fu, fino alla seconda guerra mondiale, uno dei migliori esempi del barocco lombardo, quando fu quasi completamente distrutto dai bombardamenti alleati nel 1943. Il palazzo fu ricostruito dall'architetto Luigi Dodi tra il 1955 ed il 1967 seguendo le antiche forme; tuttavia furono irrimediabilmente persi gli affreschi originali del palazzo, eseguiti nel corso degli anni da Vittorio Maria Bigari, Andrea Lanzani, Marcantonio Chiarini, Stefano Orlandi e Giambattista Tiepolo.
Il palazzo presenta una facciata piuttosto semplice con tredici aperture: il pian terreno presenta un portale con spalle in bugnato realizzato da Carlo Amati; il piano nobile presenta finestre decorate con modanature piane rette da maschere a forma di leone, mentre il secondo piano presenta finestre decorate con cornici semplici. Tra le poche parti superstiti della struttura originale, si ha l'elegante cortile a portici che si affaccia sul giardino del palazzo.